# Konsonanca in disonanca
Konsonanca (iz latinskega consonare, »zveneti skupaj«) je glasbeni izraz, ki se nanaša na akorde, harmonijo ali intervale, ki jih obravnavamo kot stabilne, ter nam izzovejo občutje ugodja. Njeno nasprotje predstavlja disonanca (»zveneti narazen«), ki na poslušalca deluje »neugodno« in se odraža v negativni (zavestni ali podzavestni) psihofizični reakciji. 

## Konsonanca
Konsonanca je definirana s parametri frekvenčnih razmerij: med toni različnih frekvenc so bolj konsonantni tisti z nižjimi števili v ulomku (Pitagora), npr. 1:1 = prima, 2:1 = oktava, itd. Za konsonance velja tudi naključje harmonske sočasnosti: če se konsonance v harmonskem poteku večglasne skladbe pojavljajo kolektivno ali v posameznih sklopih (aliktvotni toni) (Helmholtz, 1877/1954). Po tej definiciji konsonanca ni odvisna le od kvalitete intervalov med dvema tonoma, ampak tudi od tonskega zvena (t. i. barve) posameznih tonov.
Danes kot konsonančne intervale obravnavamo:
- popolne konsonance:
  - prima in oktava
  - čista kvarta in čista kvinta
- nepopolne konsonance:
  - velika terca in mala seksta
  - mala terca in velika seksta

Na tak način se danes poučuje začetniška glasbena teorija, čeprav so bile do obdobja ars nove terce in sekste prepovedane disonance. Konsonance lahko v sklopu harmonskega poteka uporabljamo svobodno in nepripravljene, pojavljajo se lahko na težkih ali lahkih dobah.
Polifona kadenca ima najprej nepopolno konsonanco na lahki dobi, nato popolno konsonanco na težki dobi, tj. velika seksta se premakne v oktavo (npr. durovi (nepopolna) seksti D-H sledi oktava C-C').

## Disonanca
Disonanca v glasbenem izrazoslovju predstavlja »nestabilno« kvaliteto zvoka, ki v klasičnem pomenu teži k razvezu v konsonanco. Tako konsonanca kot disonanca sta izraza, ki se nanašata na harmonijo, akorde in intervale, v širšem smislu pa na melodijo, tonalnost in celo ritem.
Čeprav obstajajo pomembna fizikalna in nevrološka dejstva, potrebna za razumevanje pojma disonance, je bila v preteklosti definicija disonance pogojena kulturološko. Konvencije in definicije uporabe se med glasbenimi obdobji, stili in tradicijami razlikujejo. Neglede na dejstvo, da so najpogostejše opisne besede disonance »neprijetno« ali »mučno«, se dejansko disonance pojavljajo v vsakem glasbenem delu, pa čeprav ga obravnavamo kot harmonično oz. »ušesom prijetno«.

### Disonanca in glasbeni slog
V preteklih obdobjih so se v okviru nauka o kontrapunktu in harmoniji izoblikovala natančna navodila, kako uporabljati disonance, ki so sicer v poteku dveh ali več raznolikih sočasnih melodičnih linij neizbežne. Klasična tonalna harmonija, ki za svojo osnovo privzema (v splošnem konsonančne) akorde, že v osnovi hierarhično razlikuje med bolj in manj konsonančnimi. Vsak ton, ki ne sovpada s prevladujočo harmonijo, je obravnavan kot disonanten. Posebna pozornost je posvečena nastopu disonance (kratek postop vzbuja manj pozornosti, melodični skok pa vzbuja občutek večjega neskladja, tj. disonance. V skladu s tem je pomembna tudi postavitev disonantnega tona v sklopu ritma in tempa (disonance na težkih dobah učinkujejo bolj kot na lahkih).

### Disonance v zgodovini zahodnoevropske glasbe
Pojma napetost in sprostitev sta bili uporabljani kot analogija za disonanco in konsonanco od Aristotla dalje. V zgodnjerenesančni glasbi so bili intervali čiste kvarte obravnavani kot močne disonance, ki so se morale takoj razvezati. Regola delle terze e seste (»pravilo sekst in terc«) je narekovalo, da se nepopolne konsonance razvežejo v popolne s postopom za polovico stopnje v enem in za celo stopnjo v drugem glasu. Teoretik Anonimus 13 je dovoljeval dve ali tri, Optima intorductio tri ali štiri in Anonimus 11 (15. stoletje) pet ali šest zaporednih nepopolnih konsonanc. Do konca 15. stoletja nepopolne konsonance niso bile več obravnavane kot »napetostna sozvočja«, temveč neodvisna sozvočja.
V sklopu klasične harmonije so morale biti vse disonance pripravljene in nato razvezane, pojavljati so se morale na lahkih dobah, morale so zasedati krajše notne vrednosti in se v melodičnem poteku vrniti v konsonanco. Razlikujemo tudi med harmonsko in melodično disonanco. Melodični disonantni intervali so nekoč vsebovali tritonus in vse zvečane in zmanjšane intervale. Harmonsko-disonantni intervali so bili:
- mala sekunda in velika septima
- zvečana kvarta in zmanjšana kvinta (tritonus)

Zgodovinsko se je zahodnoevropska glasba začela z zelo omejeno definicijo konsonance, ki jo je postopno širila. Končno je 20. stoletje s Schoenbergom prineslo t. i. emancipacijo disonance, mnogo skladateljev tega obdobja pa je v svojih delih konsonance in disonance obravnavalo enakovredno.